# Apogonia montivaga
Apogonia montivaga är en skalbaggsart som beskrevs av Heller 1896. Apogonia montivaga ingår i släktet Apogonia och familjen Melolonthidae. Inga underarter finns listade i Catalogue of Life.